# Gnémasson
Gnémasson è un arrondissement del Benin situato nella città di Pehonko (dipartimento di Atakora) con 12.785 abitanti (dato 2006).